# رستوران پانورامیک

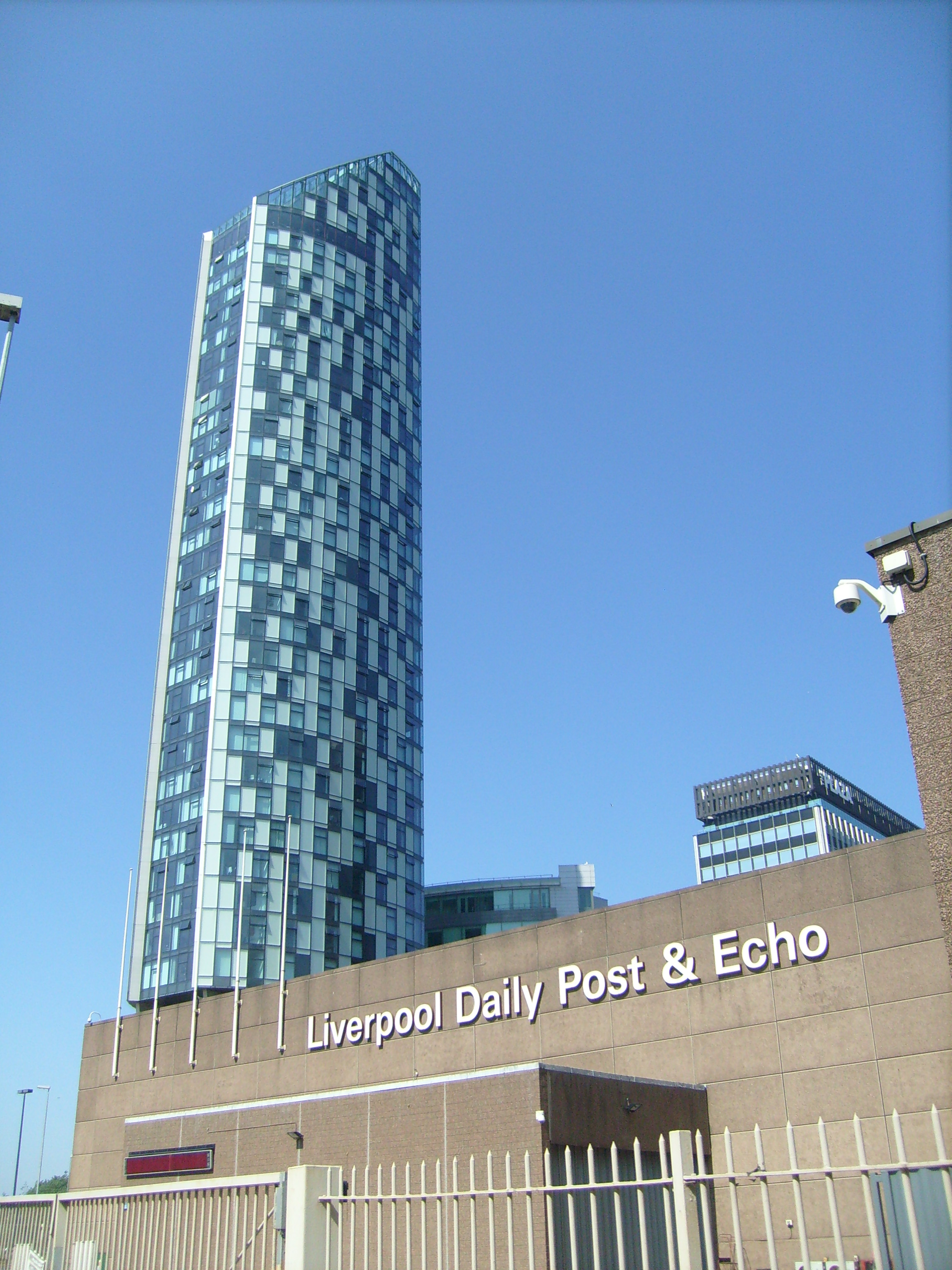
وست تاور که رستوران پانورامیک در آن قرار دارد.

پانورامیک یک رستوران در طبقه‌ی سی و چهارم وست تاور در لیورپول انگلستان است، که در بلندای ۳۰۰ فوت از سطح زمین قرار دارد و یکی از مرتفع‌ترین رستوران‌های انگلستان است.